# Murgūd
Murgūd är en ort i Indien.   Den ligger i distriktet Kolhapur och delstaten Maharashtra, i den sydvästra delen av landet, 1 400 km söder om huvudstaden New Delhi. Murgūd ligger 569 meter över havet och antalet invånare är 9 395.
Terrängen runt Murgūd är platt åt nordväst, men åt sydost är den kuperad. Runt Murgūd är det tätbefolkat, med 550 invånare per kvadratkilometer. Trakten runt Murgūd består till största delen av jordbruksmark.